# Sexx Laws
Sexx Laws – pierwszy singel amerykańskiego muzyka Becka z jego siódmej płyty Midnite Vultures, wydany w 1999 roku. Utwór łączy w sobie funkową sekcję dętą, gitarę banjo grającą bluegrass w mostku i elementy elektroniczne. Osiągnął 27 miejsce na brytyjskiej liście przebojów oraz 15 na liście Modern Rock Tracks

## Wideoklip
Teledysk został wyreżyserowany przez samego Becka i był inspirowany filmem Mr. Freedom z 1969. Wystąpili w nim m.in. Jack Black, Neil Strauss i Justin Meldal-Johnsen. Zawiera surrealistyczne elementy, m.in. futbolistów amerykańskich, przebijających ściany i wbiegających do pomieszczenia z Kennym G i grupą motywacyjną, niedwuznaczne zachowania lodówki i piekarnika czy obracający się manekin zebry trzymający banjo. Oryginalna wersja trwa około 18 minut, ale wideoklip na potrzeby piosenki został skrócony do nieco ponad 4 minut.

## Lista utworów
CD1
1. "Sexx Laws" – 3:38
2. "Salt in the Wound" – 3:24
3. "Sexx Laws" (Wizeguyz Remix) – 6:03

CD2
1. "Sexx Laws" – 3:38
2. "This Is My Crew" – 3:55
3. "Sexx Laws" (Wizeguyz Remix) – 6:51

7"
1. "Sexx Laws" – 3:38
2. "Salt in the Wound" – 3:24